# Bereicherungsverbot
Das Bereicherungsverbot war in den Jahren 1963 bis 2007 Bestandteil des Versicherungsvertragsgesetzes.

## Aussage
„Der Versicherer ist, auch wenn die Versicherungssumme höher ist als der Versicherungswert zur Zeit des Eintritts des Versicherungsfalls, nicht verpflichtet, dem Versicherungsnehmer mehr als den Betrag des Schadens zu ersetzen.“

## Geschichte
Diese Kann-Vorschrift wurde üblicherweise als Soll-Vorschrift ausgelegt. Sie war ein wichtiger Grundsatz zur Bestimmung der Versicherungsleistung, also zur Schadenszahlung, wenn der Versicherungsfall eintritt. Das Bereicherungsverbot galt nicht im Falle einer Summenversicherung.
Durch die Rechtsprechung wurde um 2000 herum die Bedeutung aufgehoben.
Der Paragraf trat am 1. Januar 2008 außer Kraft durch Artikel 12 Abs. 1 Nr. 1 des Gesetzes vom 23. November 2007 (BGBl. I S. 2631).